# Dinan
Dinan [dinɑ̃] ist eine Stadt in der Bretagne  im Westen Frankreichs und Unterpräfektur des Département Côtes-d’Armor mit 14.966 Einwohnern (Stand 1. Januar 2022). Sie ist von einem beeindruckenden Ring von Stadtmauern umgeben.
Strategisch für den Verkehr zwischen der Normandie und der nördlichen Küste der Bretagne gelegen, wurde Dinan überwiegend auf einem Hügel erbaut. Die Altstadt liegt etwa 75 m über dem Fluss Rance, der nach Norden fließt und zwischen Saint-Malo und Dinard in den Ärmelkanal mündet. Dinan stellte lange Zeit den nördlichsten Punkt zum Überqueren der Rance und ihres breiten Mündungsdeltas dar. Durch den Bau des Canal d’Ille-et-Rance wurde eine schiffbare Verbindung mit der bretonischen Hauptstadt Rennes hergestellt.

## Geschichte

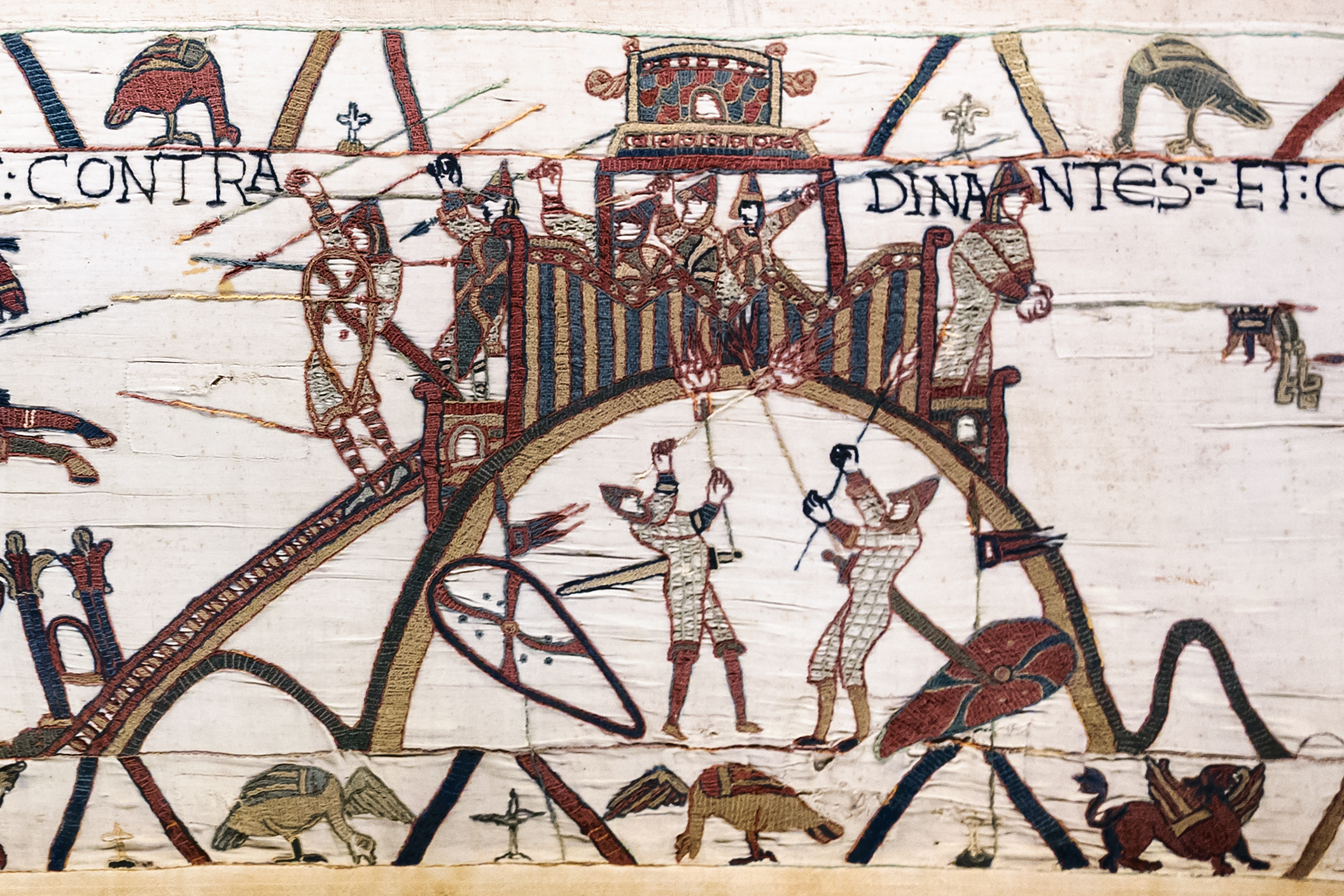
Erdhügelburg (Motte) von Dinan

Die Geschichte Dinans ist seit dem 11. Jahrhundert bekannt, obwohl der Ort wahrscheinlich bereits seit der Antike besiedelt war. Zu dieser Zeit war es ein Marktflecken, in dem sich ein Benediktinerkonvent niederließ. Bekannt wurde die Burg von Dinan in einer  Darstellung auf einem Fragment der Teppiche von Bayeux. Darauf ist dargestellt, wie die Erdhügelburg des Ortes von den Soldaten Wilhelms des Eroberers angegriffen wurde. Es handelt sich um die wichtigste historische Darstellung dieser mittelalterlichen Burgform, die sich wegen ihrer Holzbauweise nicht erhalten hat.
Im 12. Jahrhundert erwähnte ein arabischer Geograf Dinan in seinen Aufzeichnungen, in denen er vom Wohlstand des Ortes und einer aus Stein gebauten Mauer berichtete. Dieser Anfang einer Befestigungsanlage wurde bis zum 15. Jahrhundert weiter verstärkt. Auf Betreiben der Gemeinden Saint-Malo und Saint-Sauveur wurde Dinan im Jahr 1283 vom Herzog der Bretagne Johannes I. gekauft. In dieser Epoche wurde der Ring der Stadtmauern zum heute bekannten Stand fertiggestellt. Die Türme von l’Alloué, Vaucouleurs, Saint Julien, Beaufort, des Connétables, de Coëtquen, Penthièvre, Longue et Sainte Catherine umgeben die Altstadt in trigonometrischer Form. Der Wehrgang, der noch auf einer Länge von 2600 Metern erhalten ist, wurde durch die Tore von Jerzual, Saint-Malo, Brest, Guichet und Saint-Louis durchbrochen.
Im Jahr 1357, während der Kriege um die Nachfolge der Herzogtümer der Bretagne, verteidigte Bertrand du Guesclin mit Erfolg die von den englischen Truppen belagerte Stadt. Er trat Thomas von Canterbury in einem Einzelkampf gegenüber und ging als Sieger hervor. Nach mehreren fruchtlosen Versuchen gelang es Herzog Johannes IV. im Jahr 1364, die Kontrolle über die Stadt zurückzuerobern. Er ließ den Donjon für die Herzogin Anne de Bretagne bauen. 
Wie die gesamte Bretagne wurde Dinan Ende des 15. Jahrhunderts dem Königreich Frankreich angeschlossen. Die Stadt wuchs, der Hafen an der Rance begünstigte den Handel. Dinan hatte die tatsächliche Kontrolle über den Flussweg, der den Transport der Güter bis Saint-Malo gestattete. Im Jahr 1598 entschied sich Dinan für den neuen König Heinrich IV. und gegen seinen Gouverneur, den Duc de Mercœur, der sich ihm entgegenstellte. Von dieser Zeit an verloren die Befestigungsanlagen an Bedeutung und wurden nicht weiter unterhalten. Im 17. Jahrhundert gründeten weitere religiöse Orden Klöster in Dinan: Kapuziner, Ursulinen, Dominikaner und Klarissen.
Im 18. Jahrhundert wurde der Handel durch die Niederlassung zahlreicher Weber stimuliert, die überwiegend Segeltuche für Schiffe herstellten, die durch das Tal der Rance in die Hafenstadt Saint-Malo verschickt wurden. Auf Initiative einer sich entwickelnden Bourgeoisie wurden diverse Maßnahmen im Kampf gegen die mangelnde Hygiene, die in der Stadt herrschte, ergriffen. 

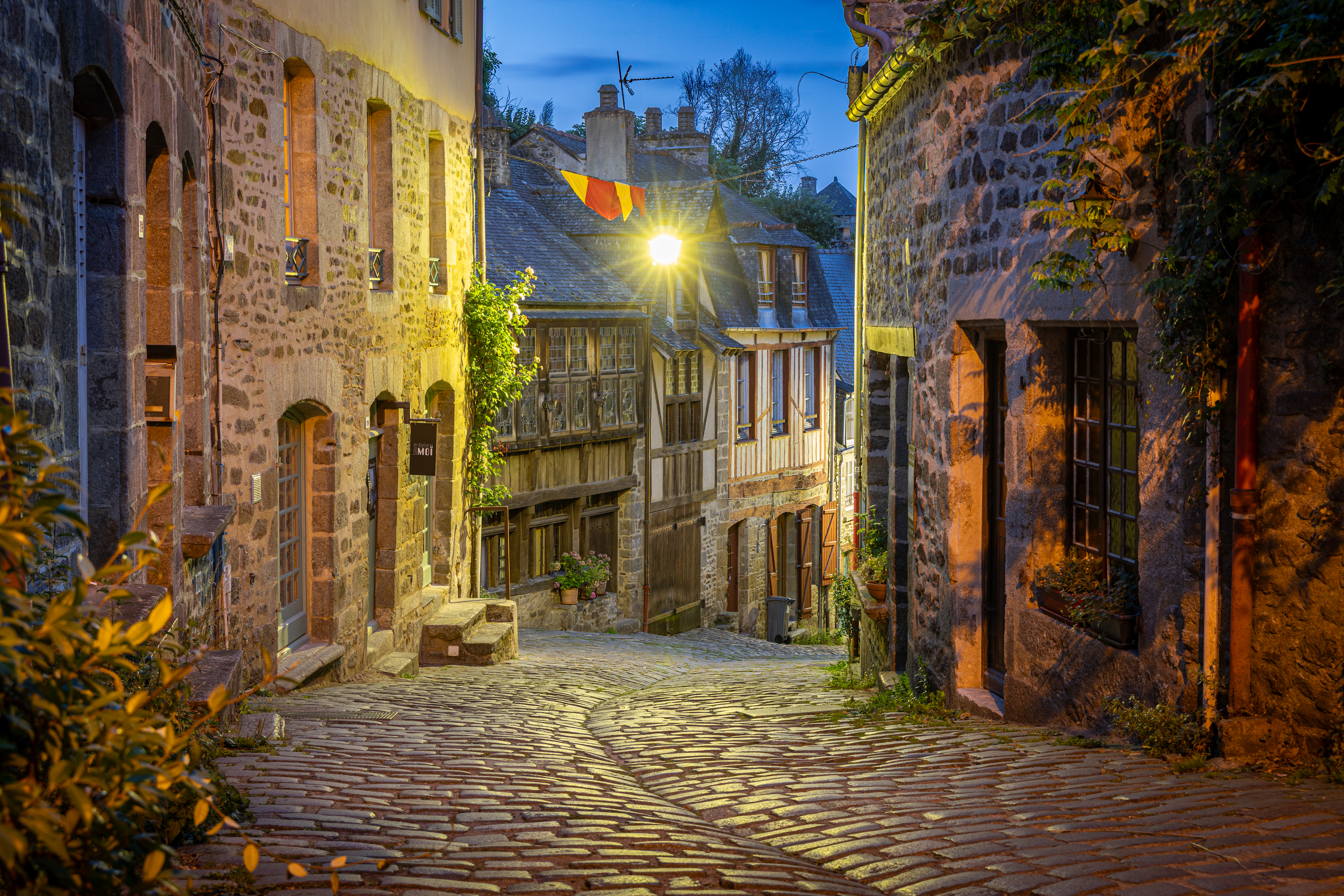
Die Rue du Petit Fort verbindet den Stadtkern von Dinan mit dem Hafen und mit Lanvallay

Im 19. Jahrhundert verlor der Hafen von Dinan durch den Bau einer Straßenbrücke (1852) und eines Eisenbahnanschlusses (1879) seine Bedeutung. In der Stadt wurden zahlreiche stattliche Häuser gebaut, und sie verwandelte sich in eine insbesondere von Engländern geschätzte Sommerfrische.
Im 20. Jahrhundert fiel die Altstadt einem Brand zu Opfer (1907) und wurde im August 1944 bombardiert. Danach wurde das Kulturerbe von der Stadt restauriert. Fachwerkhäuser säumen noch heute die Place des Cordeliers, die Rue de l’Horloge und andere gepflasterte Straßen im Zentrum. Die Kirchen Saint-Sauveur und Saint-Malo liegen in der Mitte der beiden alten Gemeinden der Stadt.
Dinan ist Anziehungspunkt vieler Touristen und erstreckt sich über die Stadtmauern hinaus bis in die Gemeinden Quévert, Taden und Lanvallay.
Zum 1. Januar 2018 wurde Dinan mit der Nachbarkommune Léhon zu einer Commune nouvelle zusammengeschlossen, in der lediglich Léhon den Status einer Commune déléguée innerhalb der neuen Gemeinde besitzt. Der Verwaltungssitz befindet sich in Dinan. Die Commune nouvelle Dinan hat 14.966 Einwohner (Stand 1. Januar 2022).

## Gemeindegliederung
| Ortsteil                  | ehemaliger INSEE-Code | Höhenlage (m) | Fläche (km²) | Einwohnerzahl (2016) |
| ------------------------- | --------------------- | ------------- | ------------ | -------------------- |
| Dinan (Verwaltungssitz)00 | 22050                 | 7–92          | 3,98         | 10.962               |
| Léhon                     | 22123                 | 7–132         | 4,73         | 03.260               |

Dinan
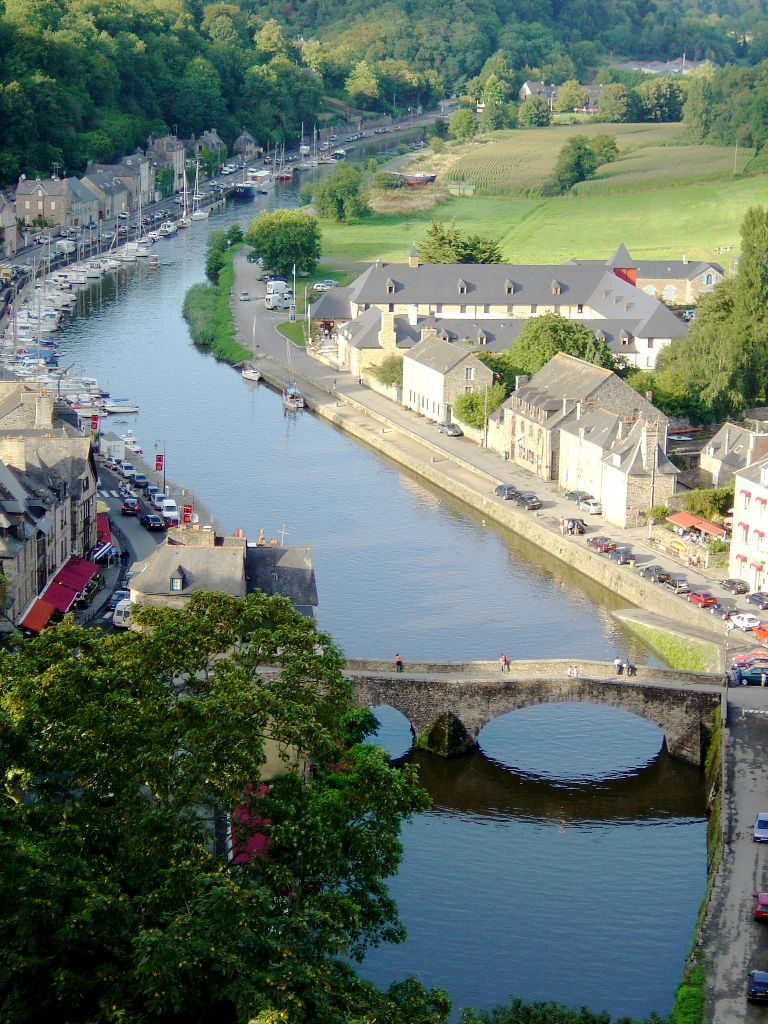
Der Hafen
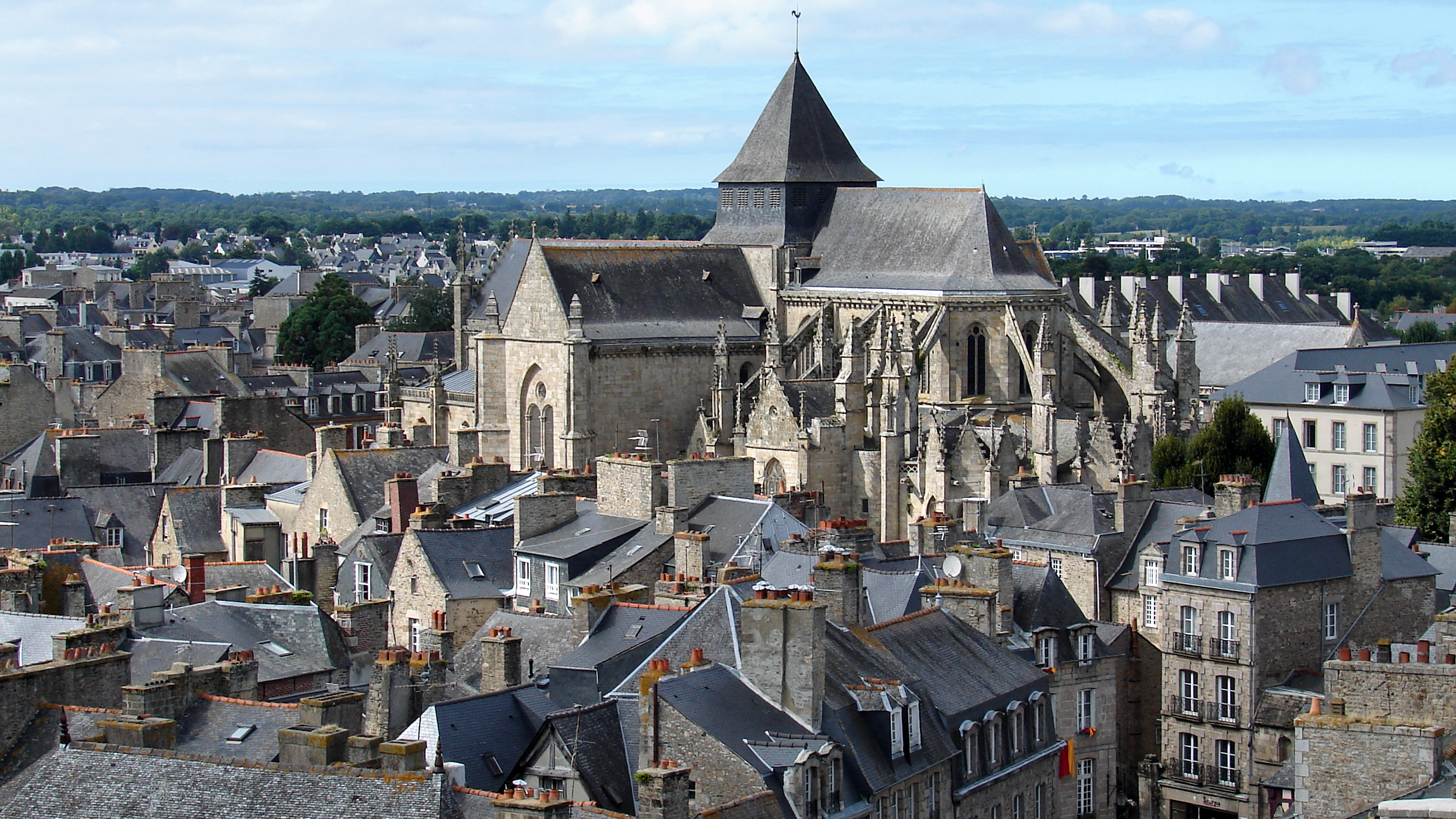
Blick auf Dinan mit Kirche Saint-Malo
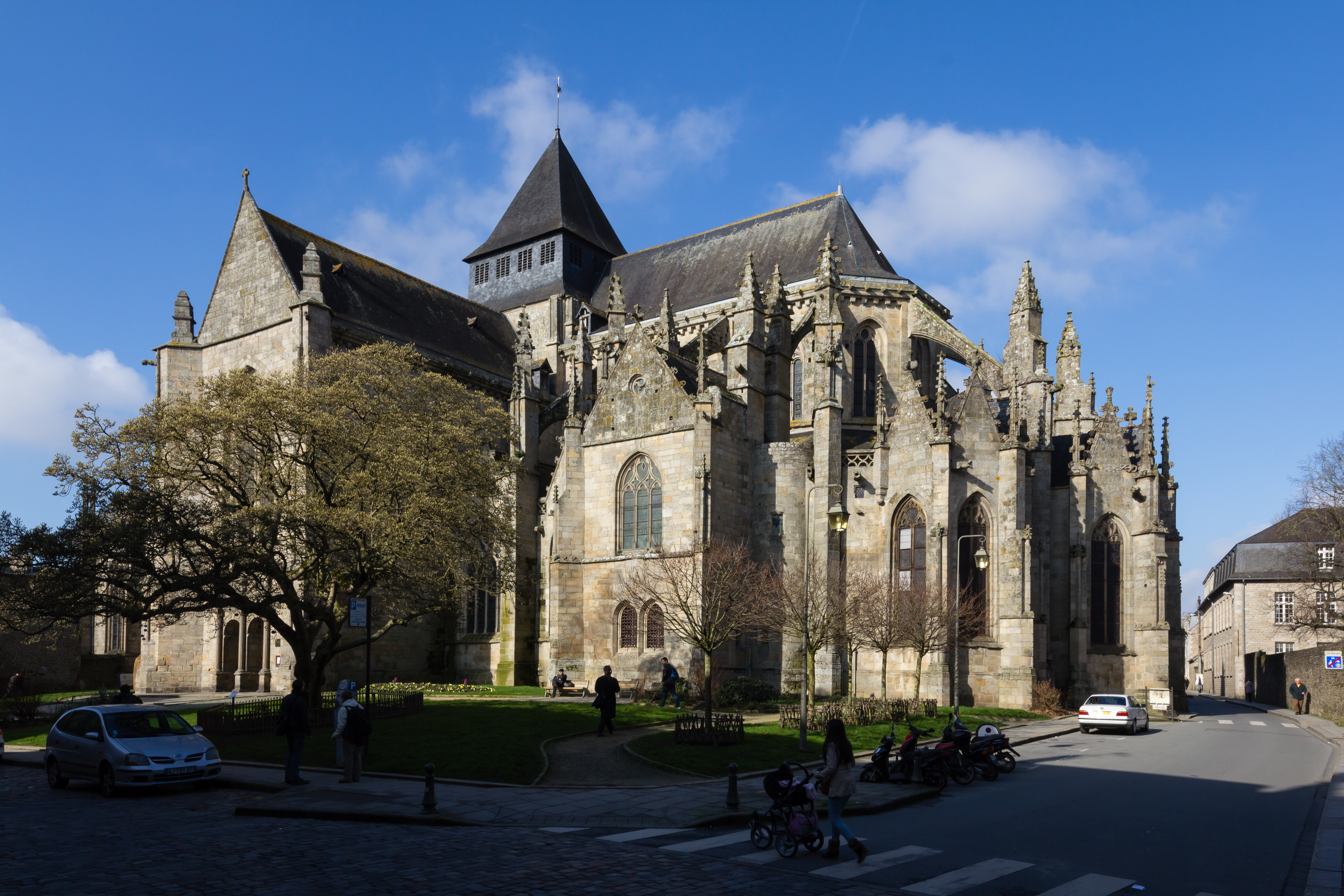
Kirche Saint-Malo
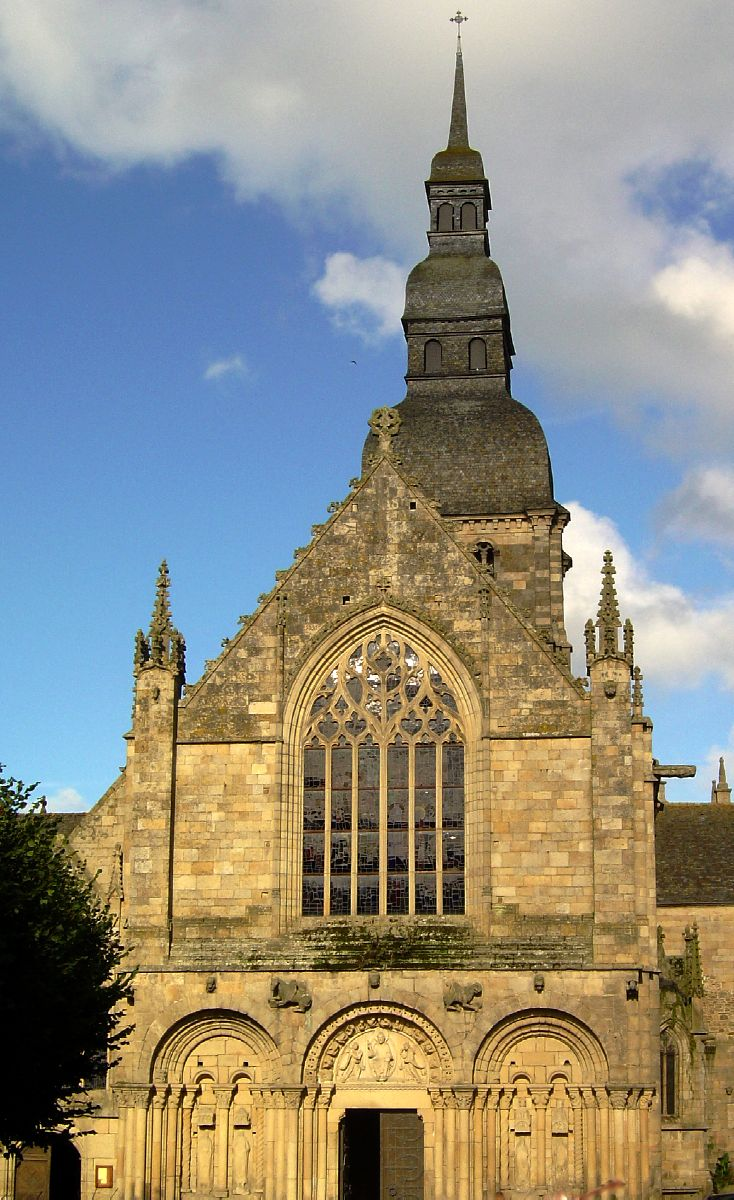
Basilika Saint-Sauveur

## Bevölkerungsentwicklung
| Gemeinde                  | Einwohnerzahlen (Census) |        |        |        |        |        |        |        |        |        |        |
| Gemeinde                  | 1962                     | 1968   | 1975   | 1982   | 1990   | 1999   | 2006   | 2008   | 2011   | 2013   | 2016   |
| ------------------------- | ------------------------ | ------ | ------ | ------ | ------ | ------ | ------ | ------ | ------ | ------ | ------ |
| Dinan                     | 12.847                   | 13.137 | 13.429 | 12.267 | 11.591 | 10.907 | 11.235 | 10.953 | 10.851 | 10.940 | 10.962 |
| Léhon                     | 1.848                    | 2.415  | 2.655  | 3.124  | 3.219  | 3.103  | 2.872  | 2.937  | 3.084  | 3.050  | 3.260  |
| Dinan                     | 14.695                   | 15.552 | 16.084 | 15.391 | 14.810 | 14.010 | 14.107 | 13.890 | 13.935 | 13.990 | 14.222 |
| Quelle: Cassini und INSEE |                          |        |        |        |        |        |        |        |        |        |        |

Die (Gesamt-)Einwohnerzahlen der Gemeinde Dinan wurden durch Addition der bis Ende 2017 selbständigen Gemeinden ermittelt.

## Sehenswürdigkeiten
Siehe auch: Liste der Monuments historiques in Dinan
- Burg Dinan mit Stadtmauern, heute ein Museum
- Kirche Saint-Malo

Bau, der sich von Ende des 15. bis Ende des 19. Jahrhunderts erstreckte. Im Stil der Gotik und der Renaissance, mit Kirchenfenstern von Anfang des 20. Jahrhunderts und ihrer englischen Orgel mit polychromen Orgelpfeifen, gebaut von Olknow im Jahre 1889.
- Uhrenturm

Der Uhrenturm aus dem 15. Jahrhundert, einer Form von Belfried, symbolisiert mit einer Höhe von 45 m den Wohlstand der Stadt. Er besitzt noch die Glocke, die Herzogin Anne geschenkt hatte.
- Franziskanerkonvent

Im 13. Jahrhundert gegründet, datieren die gegenwärtigen Gebäude auf das 15. Jahrhundert. Der Konvent beherbergte die Generalstände der Bretagne in den Jahren 1573 und 1634. Er wurde im 19. Jahrhundert restauriert und wird heute von einer privaten Bildungseinrichtung genutzt.
- Basilika Saint-Sauveur

Sie wurde vom 12. Jahrhundert an erbaut, kontinuierlich umgebaut und ist bis heute unvollendet. Sie beherbergt das Grab, in dem das Herz des Connétables du Guesclin bestattet ist. Das Portal stammt aus dem 19. Jahrhundert und vereinigt verschiedene Bauweisen (romanisch, gotisch, barock und klassizistisch). Siehe auch: Evangelistenfenster (Dinan)

## Städtepartnerschaften
- Exmouth, Großbritannien
- Dinant, Belgien
- Québec, Kanada

## Persönlichkeiten
- Guillaume de Montfort (unbekannt–1432), römisch-katholischer Kardinal von Saint-Malo
- Charles Pinot Duclos (1704–1772), Autor, Historiker und Enzyklopädist
- Julien Busson (1717–1781), Arzt
- Charles Victor Beslay (1795–1878), Ingenieur, Revolutionär, mehrfach Abgeordneter
- Émile de Wogan (1817–1891), Schriftsteller
- Yves Guyot (1843–1928), Politiker, Journalist und Schriftsteller der Dritten Republik
- Auguste Pavie (1847–1925), Entdecker und Diplomat
- Théodore Botrel (1868–1925), Chansonnier
- Roger Vercel (1894–1957), Schriftsteller, Gewinner des französischen Literaturpreises Prix Goncourt 1934
- Jean Rochefort (1930–2017), Schauspieler
- Cécile Morrisson (* 1940), Byzantinistin
- Alex Pontet (* 1949), Radrennfahrer
- Christian Levavasseur (* 1956), Radrennfahrer
- Benoît Salmon (* 1974), Radrennfahrer
- Cédric Hervé (* 1979), Radrennfahrer
- Arnaud Gérard (* 1984), Radrennfahrer